# Сточные воды

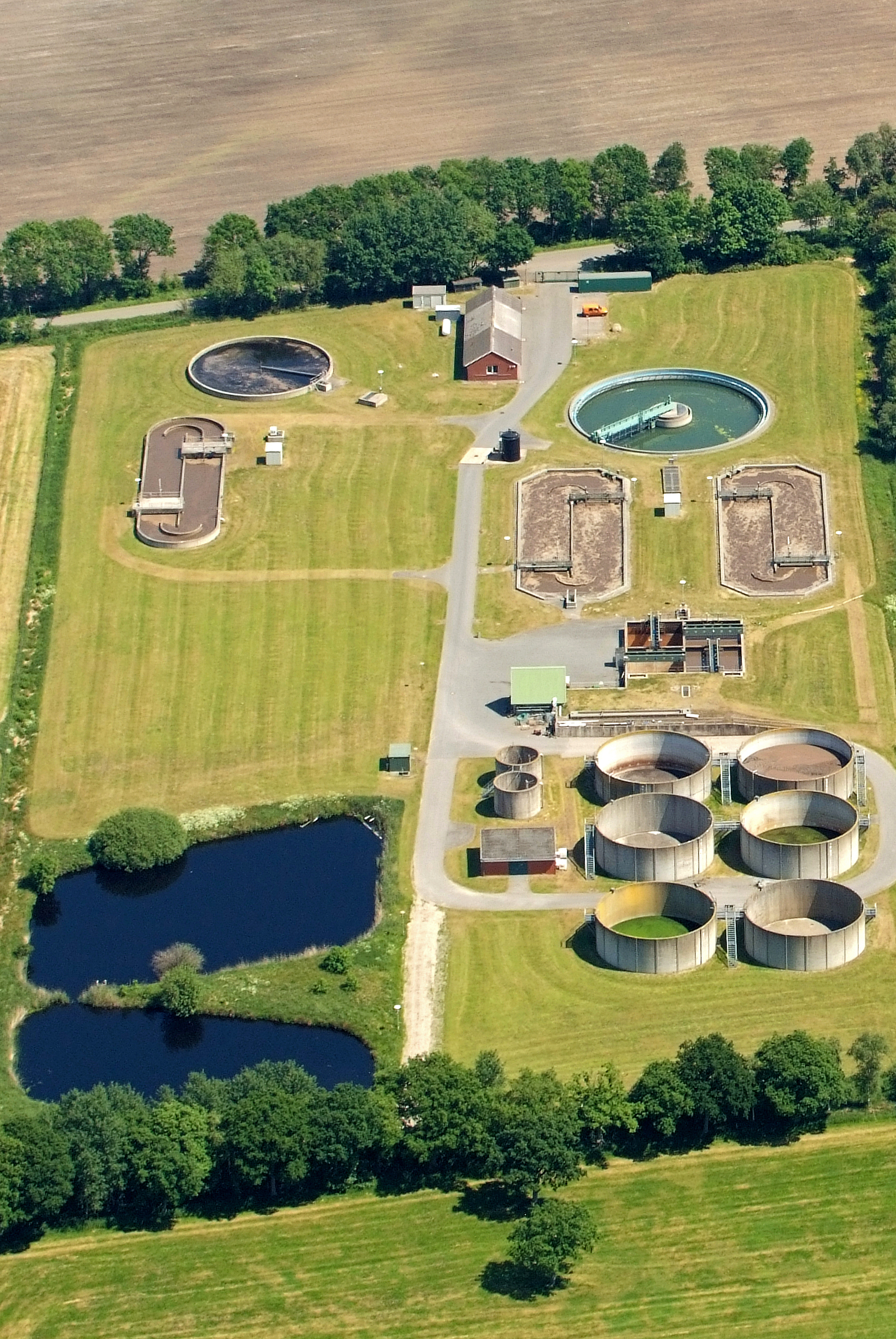

Сто́чные во́ды — атмосферные воды и осадки, к которым относятся талые и дождевые воды, а также воды от полива зеленых насаждений и улиц, отводимые в водоёмы с территорий промышленных предприятий и населённых мест через систему канализации или самотёком, свойства которых оказались ухудшенными в результате деятельности человека.

## Классификация сточных вод
Сточные воды могут образовываться в результате различных видов экономической деятельности (промышленные сточные воды), а также в результате деятельности частных домохозяйств (хозяйственно-бытовые сточные воды). Отдельно выделяют категорию сферы услуг, которая включает широкий спектр экономической деятельности (МСОК 45-96), где вода в основном используется для санитарных целей, стирки, уборки, приготовления пищи и т. д. Также выделяют поверхностные сточные воды, принимаемые в централизованную систему водоотведения населенных пунктов дождевые, талые, и прочие источники воды природного происхождения.

### Хозяйственно-бытовые сточные воды
Хозяйственно-бытовые сточные воды образуются преимущественно в результате жизнедеятельности человека. Часть воды, которая поступает в частные домохозяйства для бытовых целей (например, приготовление пищи, питье, купание, стирка, раздел МСОК 36), выходит из домохозяйства в виде сточных вод. Потоки хозяйствыенно-бытовых сточных вод напрямую не охватываются кодами МСОК, если только домохозяйство не производит воду в ходе экономической деятельности. Сточные воды, образующиеся у жителей коммунальных учреждений, могут охватываться разделами МСОК, например, 85 (образование) или 87 (деятельность по уходу за больными в домах).

### Промышленные сточные воды
- Сельское хозяйство (МСОК 01-03) охватывает растениеводство и животноводство, охоту и сопутствующие виды услуг; лесное хозяйство и лесозаготовки; рыболовство и аквакультуру. Сточные воды, образующиеся в результате этих видов деятельности, в основном попадают в окружающую среду как неточечное загрязнение.
- Горнодобывающая промышленность и разработка карьеров (МСОК 05-09) включает добычу полезных ископаемых, встречающихся в природе в виде твердых веществ (уголь и руды), жидкостей (нефть) или газов (природный газ). Добыча может осуществляться различными методами, такими как подземная или открытая добыча, эксплуатация скважин, добыча на морском дне и т. д.
- Обрабатывающая промышленность (МСОК 10-33) включает физическое или химическое преобразование материалов, веществ или компонентов в новые продукты.
- Снабжение электроэнергией, газом, паром и кондиционированным воздухом (МСОК 35) включает производство, передачу и распределение электроэнергии, а также производство и распределение газа, пара и кондиционирование воздуха. Вода, используемая для охлаждения при производстве электроэнергии, не включена в категорию сточных вод.
- Строительство (МСОК 41-43) включает общее строительство и специализированные строительные работы для зданий и гражданских инженерных сооружений. Оно включает новые работы, ремонт, дополнения и изменения, возведение сборных зданий или конструкций на участке, а также строительство временного характера.

В отличие от атмосферных и хозяйственно-бытовых, не имеют постоянного состава и могут быть разделены:
- по составу загрязнителей на:
  - загрязнённые по преимуществу минеральными примесями
  - загрязнённые по преимуществу органическими примесями
  - загрязнённые как минеральными, так и органическими примесями
- по концентрации загрязняющих веществ:
  - Слабозагрязненные (с содержанием примесей 1—500 мг/л)
  - Среднезагрязненные (с содержанием примесей 500—5000 мг/л)
  - Сильнозагрязненные (с содержанием примесей 5000—30000 мг/л)
  - Опасные (с содержанием примесей более 30000 мг/л)
- по свойствам загрязнителей
- по кислотности:
  - неагрессивные (pH 6,5—8)
  - слабоагрессивные (слабощелочные — pH 8—9 и слабокислые — pH 6—6,5)
  - сильноагрессивные (сильнощелочные — pH>9 и сильнокислые — pH<6)
- по токсическому действию и действию загрязнителей на водные объекты:
  - содержащие вещества, влияющие на общесанитарное состояние водоёма (напр., на скорость процессов самоочищения)
  - содержащие вещества, изменяющие органолептические свойства (вкус, запах и др.)
  - содержащие вещества, токсичные для человека и обитающих в водоёмах животных и растений

## Состав сточных вод
В составе сточных вод выделяют две основных группы загрязнителей — консервативные, то есть такие, которые с трудом вступают в химические реакции и практически (или вообще) не поддаются биологическому разложению (примеры таких загрязнителей - соли тяжёлых металлов (в основном ртуть, свинец, кадмий), фенолы, пестициды, соли аммония, радиоактивные вещества) и неконсервативные, то есть такие, которые могут в том числе подвергаться процессам самоочищения водоёмов (например, вещества, входящие в состав кала и мочи, нитраты, компоненты бытовой химии, удовлетворяющей современным экологическим требованиям).
В состав сточных вод входят как неорганические (частицы грунта, руды и пустой породы, шлака, неорганические соли, кислоты, щёлочи); так и органические (нефтепродукты, органические кислоты), в том числе биологические объекты (грибки, бактерии, дрожжи, в том числе болезнетворные).
| Показатель                                 | Металлургический комбинат | Фабрика первичной переработки шерсти | Гидролизный завод | Спирткрахмальный завод | Красильно-отделочная фабрика |  |
| ------------------------------------------ | ------------------------- | ------------------------------------ | ----------------- | ---------------------- | ---------------------------- |  |
| Содержание, мг/л                           |                           |                                      |                   |                        |                              |  |
| плотного остатка                           | 600                       | 33500                                | 8600              | 1400                   | 1200                         |  |
| взвешенных веществ                         | 500                       | 28000                                | 950               | 470                    | 170                          |  |
| азота аммонийного                          | —                         | 210                                  | 150               | 45                     | 12                           |  |
| фосфатов                                   | —                         | —                                    | 40                | 15                     | 1                            |  |
| нефтепродуктов                             | 40                        | —                                    | —                 | —                      | —                            |  |
| жиров                                      | —                         | 7800                                 | —                 | —                      | —                            |  |
| ПАВ                                        | 2,3                       | —                                    | —                 | —                      | 100                          |  |
| фурфурола                                  | —                         | —                                    | 50                | —                      | —                            |  |
| Интенсивность окраски по разбавлению, мг/л | —                         | —                                    | —                 | —                      | 1:150                        |  |
| БПК5                                       | —                         | 6300                                 | 2400              | 360                    | 200                          |  |
| БПКполн                                    | —                         | 17800                                | 3300              | 580                    | 250                          |  |
| ХПК                                        | 50                        | 44000                                | 4900              | 830                    | 600                          |  |
| pH                                         | 8                         | 9,5                                  | 5,5               | 7,2                    | 9                            |  |

## Очистка сточных вод
Очистка сточных вод — это разрушение или удаление из них загрязняющих веществ, обеззараживание и удаление патогенных организмов.
Существует большое многообразие методов очистки, которые можно разделить на следующие основные группы по основным используемым принципам:
- физические. Основаны на гравиметрических и фильтрационных методах разделения. Позволяют отделить нерастворимые твердые примеси. По стоимости механические методы очистки относятся к одним из самых дешёвых методов.
- химические. Основаны на реакциях компонентов сточных вод с реагентами. Чаще всего, химические методы, используют для нормализации pH сточных вод или осаждения нерастворимых солей и гидроксидов тяжелых металлов, образующихся в результате реакции. При использовании, в качестве реагентов перекисных или содержащих активный хлор соединений (например, озон и гипохлорит) достигают обеззараживания и осветления сточных вод, за счет окисления органических примесей. В процессе химической очистки может накапливаться достаточно большое количество осадка, если же образования осадка не происходит, то повышается солесодержание сточных вод.
- физико-химические. Основаны на совмещении физических и химических методов в процессе очистки сточных вод.

Можно выделить коагуляцию, сорбцию, экстракцию, электролиз, ионный обмен, обратный осмос. Это, сравнительно, низкопроизводительные методы, отличающиеся высокой стоимостью очистки сточных вод. Позволяют очистить сточные воды от растворимых и жидких нерастворимых соединений.
- биологические. В основе этих методов лежит использование микроорганизмов, разлагающих органические соединения в сточных водах. Применяются биофильтры с тонкой бактериальной плёнкой, биологические пруды с населяющими их микроорганизмами, аэротенки с активным илом из бактерий и микроорганизмов.

Часто применяются комбинированные методы, использующие на нескольких этапах различные методы очистки. Применение того или иного метода зависит от концентрации и вредности примесей. Качественная очистка сточных вод не реализуема без последовательной обработки сточных вод несколькими методами.
В зависимости от того, извлекаются ли компоненты загрязняющих веществ из сточных вод, все методы очистки можно разделить на регенеративные и деструктивные.

## Использование сточных вод
Производственные сточные воды после соответствующей очистки могут быть повторно использованы в технологическом процессе, для чего на многих промышленных предприятиях создаются системы оборотного водоснабжения либо замкнутые (бессточные) системы водоснабжения и канализации, при которых исключается сброс каких-либо вод в водоёмы. Большое народно-хозяйственное значение имеет внедрение технологии комплексной безотходной переработки сырья (особенно на предприятиях химической, целлюлозно-бумажной и горно-обогатительной промышленности). Перспективны методы физико-химической очистки (коагулирование, отстаивание, фильтрация) в качестве самостоятельных способов очистки или в сочетании с биологической очисткой, а также методы т. н. дополнительной обработки (сорбция, ионообмен, гиперфильтрация, удаление азотистых веществ и фосфатов и др.), обеспечивающей весьма высокую степень очистки сточных вод перед спуском их в водоёмы или при использовании сточных вод в системах оборотного водоснабжения промышленных предприятий. Эффективны методы термического обезвреживания и переработки высоко концентрированных стоков во вторичное сырьё, а также способ закачки стоков в глубокие, надёжно изолированные подземные горизонты.
Имеющиеся в сточных водах (преимущественно бытовых) в значительном количестве вещества, содержащие азот, калий, фосфор, кальций и др. элементы, являются ценными удобрениями для сельскохозяйственных культур, в связи с чем сточные воды используются для орошения сельскохозяйственных земель и в целях рекультевации. Целесообразно обезвреживание сточных вод на станциях биологической очистки производить с подачей очищенных сточных вод на поля. Осадки сточных вод после соответствующей обработки (сбраживание, сушка) обычно используют в качестве удобрений.

## Методы очистки сточных вод
- Без очистки
- Механический
- Химический
- Физико-химический:

1. — пенная флотация, коагуляция;
2. — отстаивание, коагуляция и адсорбция

- Ультрафильтрация, обратный осмос
- Полная биологическая очистка
  - Полная биологическая очистка и коагуляция
- Реагентная
- Биологический [ Дождевые черви ]